# پروفیل (مجله)
پروفیل (به انگلیسی: Profil (magazine)) یک مجله خبری هفتگی اتریشی است که به زبان آلمانی منتشر می‌شود و مقر آن در وین است. این مجله از سال ۱۹۷۰ منتشر می‌شود. پروفیل گاهی همتای اتریشی اشپیگل در نظر گرفته می‌شود.

## تاریخچه و مشخصات
پروفیل در سال ۱۹۷۰ توسط اسکار برونر که همچنین مجله گرایش و روزنامه دراستاندارد را تأسیس کرد، ایجاد شد. دفتر مرکزی این مجله در وین است.
اولین نسخه پروفیل به صورت ماهنامه در ۷ سپتامبر ۱۹۷۰ منتشر شد. از اکتبر ۱۹۷۲، هر دو هفته یکبار و از ژانویه ۱۹۷۴هر هفته منتشر می‌شد. در سال ۲۰۰۱ پروفیل بخشی از شرکت انتشاراتی نیوز شد. در سال ۱۹۷۵ مجله تجاری، اکو، با پروفیل ادغام شد.
پروفیل شامل بخش‌هایی است برای داخل اتریش، خارج از کشور، اقتصاد، جامعه، علم و فرهنگ. بخش حاشیه‌ها، کاریکاتورها و نامه‌هایی به سردبیر نیز در این مجله منتشر می‌شود. پروفیل در اواسط دهه ۱۹۸۰ گرایشی مستقل و لیبرال داشت. در دهه ۲۰۰۰ مجله یک موضع سیاسی چپ لیبرال گرفت. این گروه روشنفکران اتریش را هدف قرار می‌دهد. علاوه بر آن مشخصات و گرایش مجله آغازگر روزنامه‌نگاری تحقیقی در کشور بود. پروفیل بود که پیشینه نازی کورت والدهایم، رئیس‌جمهور سابق اتریش را فاش کرد. روزنامه‌نگار تحقیقی هوبرتوس چرنین به عنوان سردبیر سیاسی پروفیل فعالیت داشت. او داستان ارتباط نازی کورت والدهایم را کشف نمود.
کریستین راینر در سال ۱۹۹۸ جانشین جوزف ووتزی به عنوان ناشر و سردبیر پروفیل شد. اعضای هیئت تحریریه شامل اسون گاچر، استفان جنی و هربرت لاکنر بودند.
آنا تالهامر در آوریل ۲۰۲۳ سردبیری این مجله را بر عهده گرفت.

## تجدید ساختار ۲۰۲۲/۲۰۲۳
در دسامبر ۲۰۲۲ اعلام شد ریچارد گراسل علاوه بر کار روزنامه‌نگاری در کوریر، مدیر عامل پروفیل نیز خواهد شد. در همان روز اعلام شد که کریستین راینر که سردبیر و ناشر پروفیل بود کناره‌گیری کرد.
سردبیر شرکت مسئولیت محدود در آلمان به سرپرستی گراسل در ژانویه ۲۰۲۳ ناشر جدید پروفیل شد. از اول مارس ۲۰۲۳ سردبیر جدید آنا تالهامر  بوده است.
مایکل نیکبخش، رئیس بخش اقتصاد و معاون سردبیر نیز در همین زمینه مجله را ترک کرد. به او این فرصت داده شده بود تا آکادمی تحقیقاتی کوریر و پروفیل را با حفظ سمت سردبیری اداره کند.  اما نیکبخش در فوریه ۲۰۲۳ قبل از شروع آکادمی، "به طور کامل" از رهبری مجله  استعفا داد. او برنامه‌ای را برای آکادمی تحقیقاتی تهیه کرده بود و در جلسه‌ای آن را به ریچارد گراسل، مارتینا سالومون و آنا تالهامر ارائه نمود. به گفته نیکبخش، آنها «با جدیت تمام» در این آکادمی شروع به طبقه‌بندی سخنرانان مورد نظر «بر اساس وابستگی‌های مشکوک یا فرضی حزبی-سیاسی» کرده بودند.

## تیراژ
شمارگان پروفیل ۷۲۰۰۰ نسخه در سال ۱۹۸۵ بود. و در سال ۱۹۹۳، این مجله بیش از ۱۰۰۰۰۰ نسخه تیراژ داشت.
این هفته‌نامه در سال ۲۰۰۳ تیراژش ۷۶۰۰۰ نسخه و در سه‌ماهه اول ۲۰۰۴ به ۷۸۰۰۰ نسخه رسید، در سال ۲۰۰۶، این مجله ۶ درصد خوانندگان را جذب کرده بود و بعد از مجله نیوز در رتبه دوم قرار داشت. تیراژ این مجله در سال ۲۰۰۷ ۲۵۱ هزار نسخه، در نیمه اول سال ۲۰۰۸، ۵۹۱۲۴ نسخه، در سال ۲۰۱۰، ۹۳۰۰۰ نسخه، و تیراژ این مجله در نیمه اول سال ۲۰۱۳، ۷۱۰۳۳ نسخه بوده است.